# Episodi di Hamburg Distretto 21 (ottava stagione)
L'ottava stagione della serie televisiva Hamburg Distretto 21 è stata trasmessa in Germania ogni giovedì alle ore 19,25 sulla rete televisiva ZDF dal 26 settembre 2013 al 19 dicembre 2013. In Italia è trasmessa alle ore 15,30 su Rete 4: dal 26 novembre 2013 al 3 dicembre 2013 sono trasmessi gli episodi dal secondo al sesto, aggregandoli di fatto alla settima stagione e quindi saltando il primo, mentre i restanti episodi verranno trasmessi nell'autunno 2015. Eccezionalmente l'episodio del 27 novembre 2013 è stato trasmesso alle ore 18,00.
Protagonisti della stagione sono le coppie di ispettori formate da Mattes Seeler (Matthias Schloo) e Melanie Hansen (Sanna Englund), Tarik Coban (Serhat Cokgezen) e Claudia Fischer (Janette Rauch), Hans Moor (Bruno F. Apitz) e Franziska Jung (Rhea Harder), che si alternano ciclicamente nel corso dei 13 episodi.
| nº | Titolo originale        | Titolo italiano       | Prima TV Germania | Prima TV Italia   |
| -- | ----------------------- | --------------------- | ----------------- | ----------------- |
| 1  | Einmall Traumshiff      | La nave dei sogni     | 26 settembre 2013 | 9 settembre 2015  |
| 2  | Lucky Punch             | L'incontro truccato   | 3 ottobre 2013    | 26 novembre 2013  |
| 3  | Gelegenheit macht Diebe | I gioielli rubati     | 10 ottobre 2013   | 27 novembre 2013  |
| 4  | Good Cop, Bad Cop       | Sotto inchiesta       | 17 ottobre 2013   | 28 novembre 2013  |
| 5  | Der Maulwurf            | I giorni del sospetto | 24 ottobre 2013   | 2 dicembre 2013   |
| 6  | Das gestohlene Kind     | Il bambino rapito     | 31 ottobre 2013   | 3 dicembre 2013   |
| 7  | Einstand                | Corsa contro il tempo | 7 novembre 2013   | 10 settembre 2015 |
| 8  | Spätzünder              | L'ordigno inesploso   | 14 novembre 2013  | 11 settembre 2015 |
| 9  | Beinhart                | Uno strano incidente  | 21 novembre 2013  | 14 settembre 2015 |
| 10 | Der Schein trügt        | Oltre l'apparenza     | 28 novembre 2013  | 15 settembre 2015 |
| 11 | Party-Crasher           | La festa è finita     | 5 dicembre 2013   | 16 settembre 2015 |
| 12 | Gefangen                | Intuito femminile     | 12 dicembre 2013  | 17 settembre 2015 |
| 13 | In der Falle            | In trappola           | 19 dicembre 2013  | 18 settembre 2015 |